# D. Boon
Dennes Dale "D." Boon (1 de abril de 1958 – 22 de diciembre de 1985) fue un cantante, compositor y guitarrista estadounidense. Boon es más conocido por ser el guitarrista y vocalista del trío de punk rock estadounidense Minutemen.  En 1985 falleció tras un accidente de tráfico con la edad de 27 años.

## Biografía

### Juventud
Dennes Boon nació en la comunidad de San Pedro en la ciudad de Los Ángeles, California el 1 de abril de 1958. Su padre, un militar veterano, trabajaba instalando radios en autos de la marca Buick, y la familia Boon vivía en un antiguo cuartel de la Segunda Guerra Mundial que había sido convertido a alojamiento público. Como adolescente, Boon empezó pintar y a firmar sus trabajos como "D. Boon", en parte porque "D" era en su argot como llamaba al cannabis, y en parte como homenaje a Daniel Boone, pero sobre todo porque sea similar a E. Bloom, el vocalista y guitarrista de la banda Blue Öyster Cult.

### Minutemen
Boon formó la banda Minutemen en enero de 1980 junto a su amigo de la niñez Mike Watt como bajista, de su banda anterior, The Reactionaries, y más tarde se unió George Hurley (también exmiembro de The Reactionaries) como batería del grupo. Su álbum más aclamado es Double Nickels on the Dime.

### Muerte
Minutemen continuó su andadura hasta el 22 de diciembre de 1985. Aquel día, Boon sufrió un accidente de tráfico en una furgoneta en el desierto de Arizona. Boon viajaba en ese momento tumbado en la parte trasera de la furgoneta, sin cinturón, cuando el eje trasero se partió  y la furgoneta se salió de la carretera. Boon salió disparado hacia la puerta posterior de la furgoneta y murió instantáneamente tras partirse el cuello. Tenía 27 años. La banda inmediatamente fue disuelta, aunque Watts y Hurley formarían unos meses después la banda Firehose. El álbum en vivo Ballot Result fue lanzado en 1987, dos años después de la muerte de Boon.

## Estilo musical
El estilo de guitarra de Boon es muy característico; rara vez utilizaba distorsión, y solía ajustar la ecualización en su amplificador de modo que solo las frecuencias agudas fueran audibles –cancelando los graves y el rango medio, y dejando así espacio al sonido del bajo de Mike Watt. Su estilo era una mezcla de funk pesado con blues, lo que le diferenciaba claramente de las otras bandas de hardcore punk de los 80.

## Obra artística
Boon es el responsable de la escritura y composición de la mayoría de las canciones de Minutemen, incluyendo "This Ain't No Picnic", "Corona", "The Price of Paradise", y "Courage". Como artista polifacético, Boon también creó dibujos o pinturas para las portadas de los discos de Minutemen Joy, The Punch Line, The Politics of Time, Project: Mersh y 3-Way Tie (For Last). 

## Legado
Desde el primer álbum de Firehose, Mike Watt ha dedicado cada álbum o trabajo a la memoria de su amigo D. Boon. Una canción semi-autobiográfica de Watt del álbum de 1997 Contemplating the Engine Room, "The Boilerman", va sobre la figura de D. Boon; en dicho álbum, el guitarrista Nels Cline toca una de las últimas guitarras Telecaster de Boon, que estaban en posesión de Watt. Watt también menciona a su amigo fallecido en "Disciples of the 3-Way" (del álbum de Firehose Mr. Machinery Operator) y en "Burstedman" (del álbum en solitario de Watt The Secondman's Middle Stand).
La banda alternativa Stigmata-A-Go-Go ha rendido tributo a Boon con la canción "D. Boon," de su álbum de 1994   It's All True. Uncle Tupelo también compuso una canción (diferente) titulada "D. Boon" en su álbum de 1991 Still Feel Gone, y Centro-matic también le rindió homenaje en la canción "D.Boon-Free (A Ninth Grade Crime)" en The Static vs. The Strings Vol. 1. Su historia se relata en el documental We Jam Econo.
En 2003, un antiguo compañero de habitación de D. Boon, Richard Derrick, lanzó el CD D. Boon And Friends, una colección de sesiones que grabó junto a D. Boon, así como actuaciones en solitario de Boon. Mike Watt autorizó el lanzamiento y proporcionó asistencia técnica en el mismo.
Boon ha sido incluido en la lista de los 100 mejores guitarristas de todos los tiempos de la revista Rolling Stone.
El crítico de música Robert Christgau ha descrito la muerte de Boon de la siguiente forma: "una muerte para el rock que tiene el potencial (malgastado) de hacer compañía a Lennon y Hendrix," acabando con: "Después de siete años bastante asombrosos, él no acababa más que empezar en esto. Mierda, mierda, mierda."